# Arte della Lana

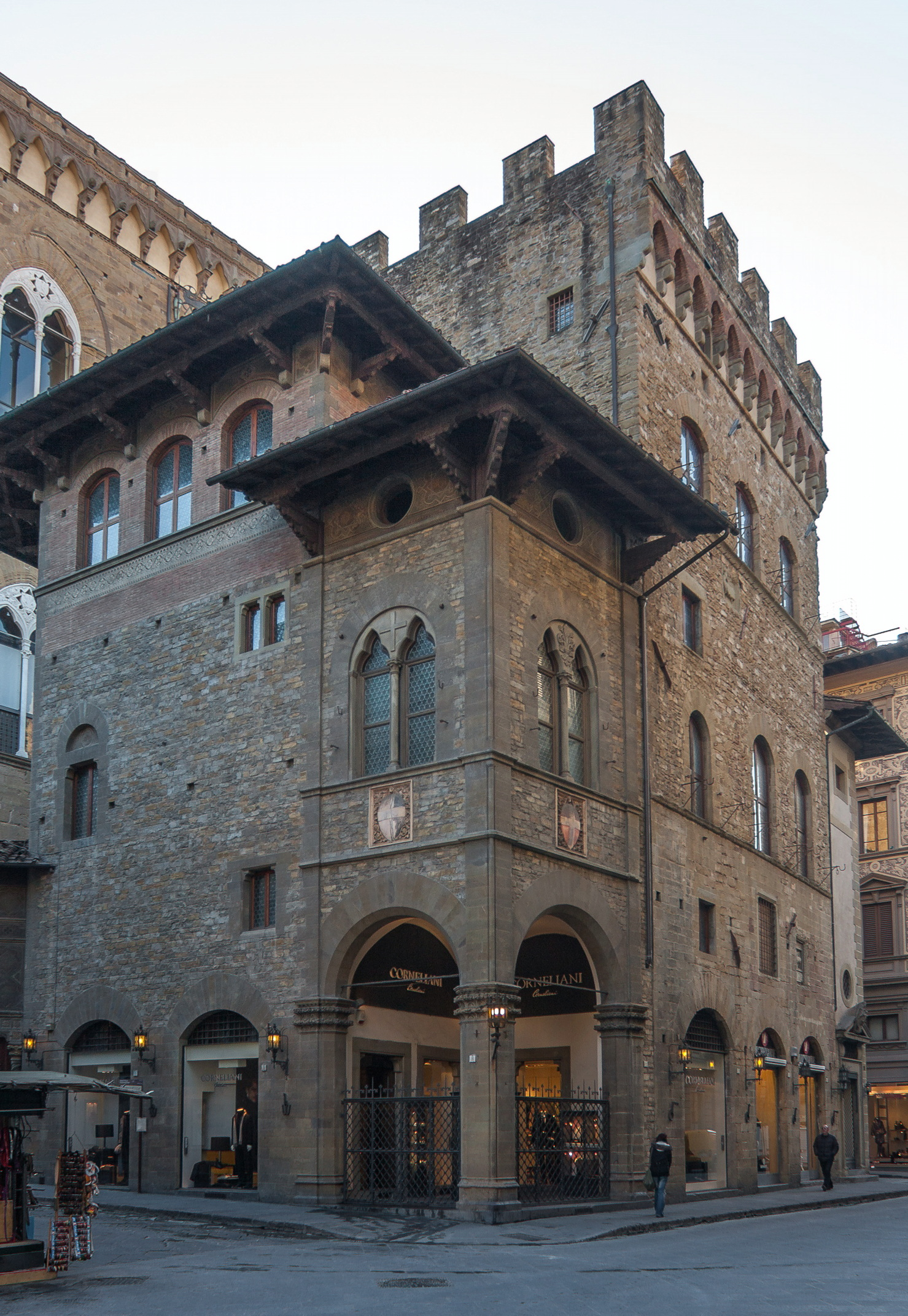
Il palazzo dell'Arte della Lana

L'Arte della Lana è stata una delle sette Arti Maggiori delle corporazioni di arti e mestieri di Firenze.

## Storia
La corporazione fu una tra le più potenti della città e sicuramente quella che contava il maggior numero di lavoratori, circa un terzo della popolazione fiorentina, già secondo lo storico Giovanni Villani e tanto che ancora nel Cinquecento, Machiavelli ne continuava a magnificare la grandezza:
(Niccolò Machiavelli Istorie fiorentine)
Il primo statuto dell'Arte a noi pervenuto risale al 1317; il Consiglio era composto da 48 membri e presieduto dai consoli, i cui nomi erano estratti a sorte ogni quattro mesi e venivano affiancati nelle loro mansioni da diversi altri "funzionari": un giudice, un cancelliere, un camarlingo e alcuni esattori delle tasse.
Una delle norme più rigide della corporazione imponeva il divieto di esercitare il mestiere al di fuori dello Stato fiorentino e prevedeva il rispetto scrupoloso delle regole stabilite per ogni fase della lavorazione del prodotto, compresi gli strumenti impiegati, sottoposti a periodica revisione.
Lo stemma della corporazione raffigurava l'Agnus Dei argentato con bandiera del comune di Firenze e aureola con croce inscritta, sormontato da un capo d'Angiò a quattro gigli.
La corporazione riuscì a superare per ricchezza anche quella di Calimala e prosperò fino ai primi del Quattrocento, quando sia per una flessione dei commerci, sia per il variare dei gusti della moda, dovette cedere il primato all'Arte della Seta.
Nel 1308 fece edificare il palazzo ancora oggi esistente dietro la chiesa di Orsanmichele, al quale nel periodo di Firenze capitale venne addossato il Tabernacolo della Tromba, sfuggito alle demolizioni del Mercato Vecchio.
Come tutte le altre corporazioni venne soppressa nel 1770 con decreto del granduca Pietro Leopoldo di Lorena.

## Organizzazione interna

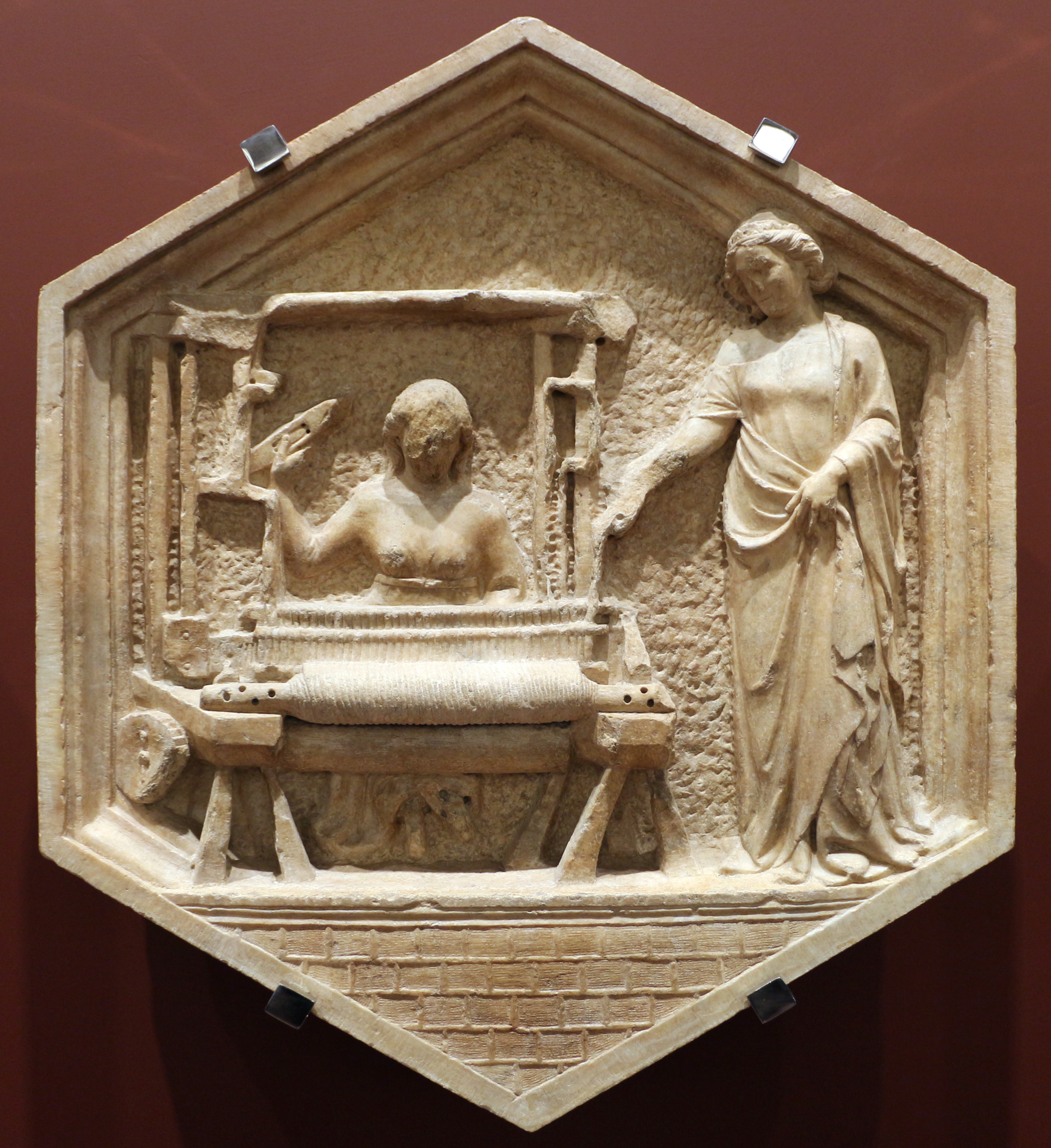
Andrea Pisano, L'arte tessile (1348-1350, formella del campanile di Giotto)

La manifattura tessile e laniera divenne quindi uno dei settori trainanti dell'economia cittadina insieme al commercio e alla finanza. I membri dell'Arte della Lana si comportarono sia da mercanti sia da imprenditori, acquistando la materia prima che poi veniva smistata tra le diverse categorie artigianali impegnate in un lungo processo di lavorazione per arrivare al prodotto finito, rivenduto nelle botteghe.
I lanaioli acquistavano la lana grezza sulle piazze estere europee o dell'Africa nord occidentale, che arrivava a Firenze imballata dopo aver compiuto un lungo viaggio a dorso di mulo; la materia grezza era sottoposta a un processo di trasformazione suddiviso in più di venti fasi, prima di ottenere i panni rifiniti, tinti e marchiati destinati alla vendita nelle botteghe.

### Fasi preliminari
La prima operazione cui era sottoposta la lana era la smistatura, ossia la scelta e la separazione delle diverse parti del vello di pecora; a seconda del tipo di tessuto che si doveva produrre, infatti, si impiegavano diverse qualità di lana.
La più fine e raffinata era quella usata per confezionare i panni delle botteghe di via del Garbo, oggi via della Condotta, e quelle ubicate nei pressi dell'oratorio dei Buonomini di San Martino.
La fase successiva era il "lavaggio", compiuto da gruppi numerosi di uomini e donne in riva al fiume, l'Arno o il Mugnone.
Dopo essere stata fatta asciugare all'ombra, la lana sciacquata tornava alla bottega del lanaiolo che la spediva presso altri artigiani addetti ai passaggi prima della filatura; la "sgrassatura", ottenuta immergendo i fiocchi in bagni di orina e la "battitura", eseguita a mano o a colpi di bastone, per ridare morbidezza alle fibre.

### La cardatura e la pettinatura
A questo punto la lana era pronta per essere consegnata agli scardassieri o cardatori, che sfilacciavano i fiocchi in fili di varie lunghezze; i fili più corti sarebbero stati impiegati nel produrre i filati utilizzati come trama e quelli più lunghi per quelli impiegati come ordito durante il successivo processo di tessitura, perciò questi ultimi venivano sottoposti anche alla pettinatura, eseguita con pettini muniti di denti metallici, che rendevano le fibre più lisce e omogenee, eliminando quelle di misura inferiore alla lunghezza richiesta.
Il lavoro dei cardatori e dei pettinatori era un passaggio molto importante in questo processo di trasformazione perché era quello che consentiva alla materia grezza di diventare un prodotto semilavorato.

### La filatura

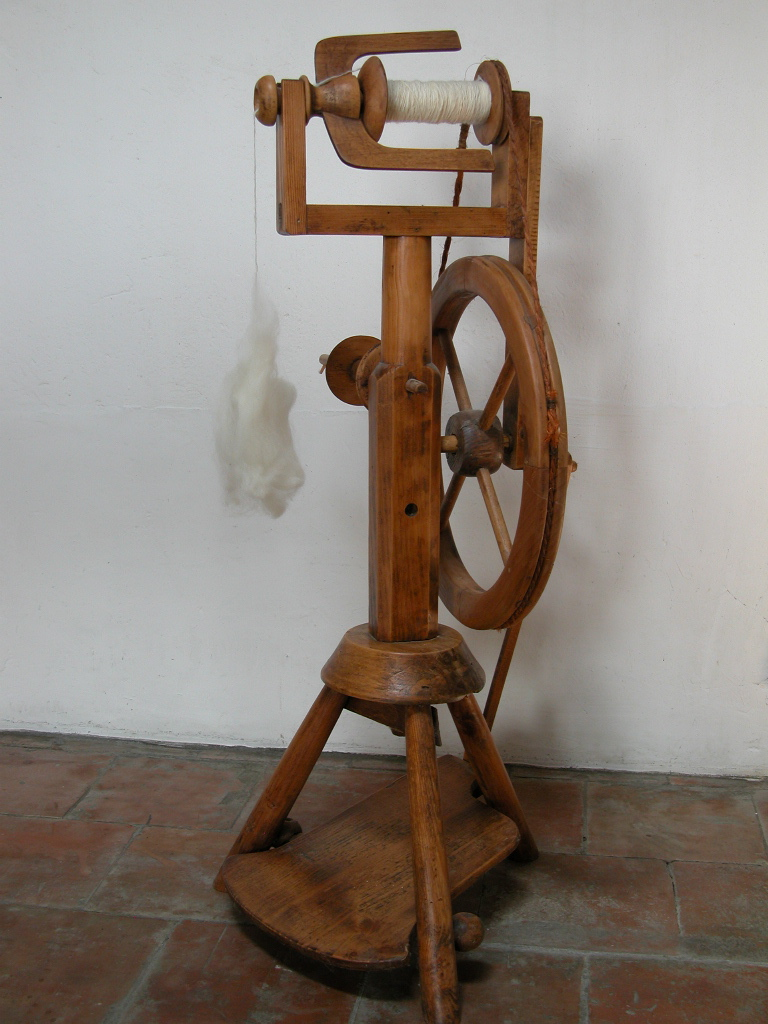
Un filatoio

La filatura era in genere assegnata alle donne, che lavoravano in casa e molto spesso venivano reclutate nelle campagne circostanti Firenze; il processo di filatura consisteva in due operazioni eseguite contemporaneamente, la torsione e la stiratura del filo, che veniva avvolto a spirale e messo in tensione usando i fusi e le rocche.
Il fuso era un piccolo bastone in ferro o in legno con una parte ingrossata al centro, ad esempio una rotella, sul quale si disponevano le fibre, imprimendo un movimento rotatorio continuo che lo faceva girare su sé stesso, torcendo e distendendo i fili; la rocca serviva a reggere le fibre da filare, si trattava di un bastone più lungo tenuto in genere tra il braccio e il fianco della filatrice.
Le tecniche di filatura si evolsero rapidamente per cui già alla fine del Duecento si diffuse il filatoio a puleggia, munito di una ruota azionata manualmente e posta su una piattaforma alla cui estremità era attaccato il fuso, su cui prima si torceva e poi si avvolgeva il filato; solo alla fine del Quattrocento comparve il filatoio ad alette che consentiva una filatura continua grazie a un dispositivo a forma di U, che ruotando intorno al rocchetto (filo) riusciva sia a torcere sia ad avvolgere il filato senza più interruzioni.

### La tessitura

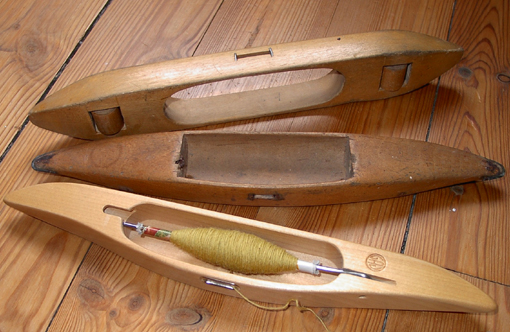
Le spole usate per la tessitura

Gli incaricati della consegna e del ritiro del filato - chiamati "stamaioli" - lo passavano direttamente ai tessitori, disposti in coppia al telaio; la tessitura consisteva nell'intrecciare i filati più lunghi, detti appunto ordito, disposti parallelamente nei licci, con quelli più corti, detti trama, inseriti per mezzo di una navetta o spola, negli spazi tra un filo di ordito e l'altro.
Le combinazioni d'intreccio possibili, dette "armature", potevano essere infinite, ma quella più semplice e comune era la tela, ottenuta separando gli orditi pari dai dispari e facendovi passare in mezzo il filo di trama.

### La rifinizione
Quando le pezze di panno erano state tessute venivano riconsegnate alla bottega del lanaiolo, ma il lavoro non era ancora finito: le pezze intessute dovevano essere riviste per eliminare eventuali nodi o impurità, lavate nuovamente con acqua bollente e sapone e stese ad asciugare per poi passare alla gualchiera, in uno dei tanti stabilimenti costruiti sull'Arno che sfruttavano l'energia dell'acqua per muovere dei macchinari che battevano e pressavano le pezze.
Le pezze pressate erano poi condotte al tiratoio, dove venivano nuovamente stese e tirate.
Molti dei tiratoi a Firenze erano di proprietà dell'Arte, ma ce n'erano anche diversi che appartenevano a famiglie artigiane; si trattava di edifici molto grandi che potevano contenere fino a migliaia di pezze, distese ad asciugare su delle terrazze.
Questi antichi fabbricati sorgevano in luoghi "insospettabili" del centro cittadino; il tiratoio Falconieri, ad esempio, si trovava dietro a piazza del Duomo, nei pressi dell'attuale Museo dell'Opera del Duomo, un altro era dove oggi si trova il teatro della Pergola, costruito nel Seicento, e quello detto d'Arno stava al posto della Camera di Commercio.
La stoffa veniva infine pressata sotto un mangano, azionato solitamente a trazione animale, che dava la stiratura e poteva apporre il marchio dell'Arte a secco, tramite un apposito stampo.

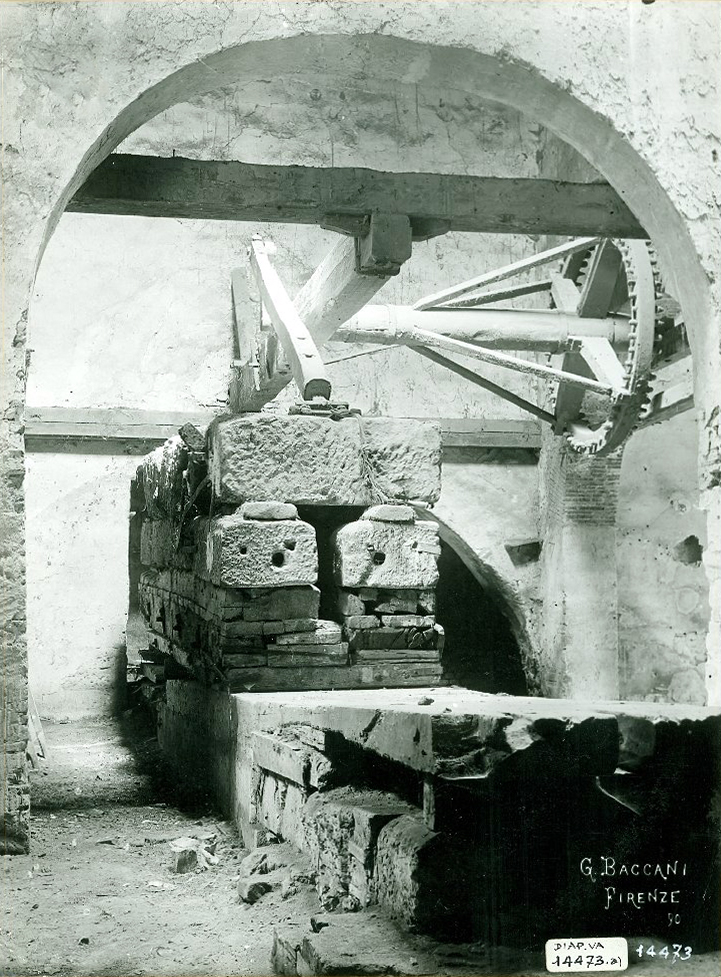
Un mangano dell'Arte della Lana che ancora esisteva nell'Ottocento nei pressi di via Pellicceria e che venne demolito durante il "risanamento"
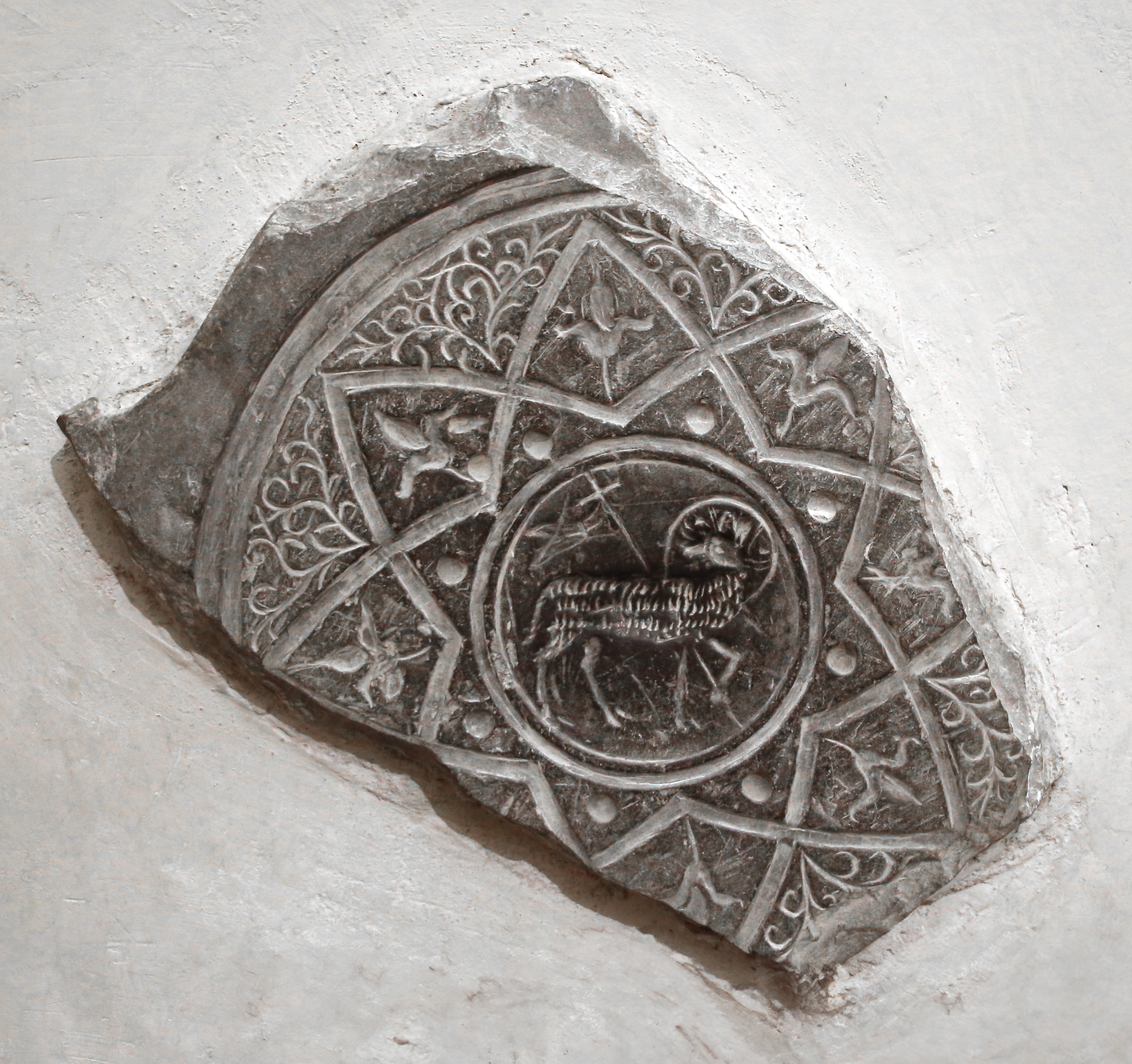
Un sigillo frammentario con lo stemma dell'arte che veniva usato per marcare le stoffe a secco

### La tintura

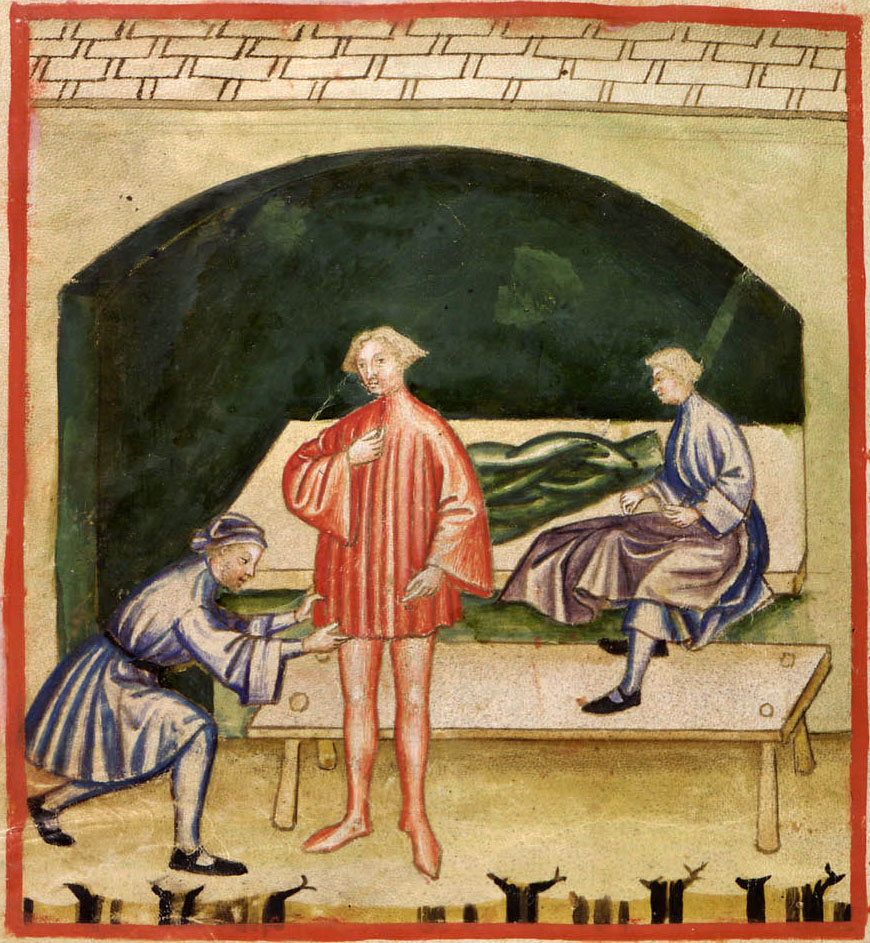
La bottega del lanaiolo

L'ultima fase era la tintura, che poteva comunque essere eseguita su richiesta del lanaiolo anche in una delle fasi precedenti; i colori impiegati erano di origine vegetale o animale e potevano essere disciolti direttamente nell'acqua oppure ricavati estraendo il principio colorante con bagni alcalini in tini di legno e poi fatti essiccare (estrazione al tino):
- La porpora veniva estratta al tino dal fluido delle ghiandole di alcuni molluschi;
- Il rosa e il rosso si ottenevano dalle radici essiccate della robbia (rubia tinctorum) o da un lichene spontaneo detto oricella;
- Il blu e l'azzurro si estraevano al tino dalla macerazione delle radici dell'indaco (indigofera tinctoria) e dalle foglie del guado (isathis tinctoria);
- Il giallo si otteneva dalla reseda (reseda luteola).

A questo proposito, si racconta che Bernardo Rucellai scoprì casualmente che l'oricella diluita con orina diventava viola e si arricchì notevolmente vendendo i panni di questo colore.
I panni erano immersi in vasche piene di acqua e una mistura di colorante e per fissarlo veniva impiegato comunemente un mordente di origine minerale come l'"allume di rocca" (allume di potassio) o il solfato di rame, una polvere azzurrastra.
L'allume di rocca veniva inizialmente importato dall'Oriente, poi nel Quattrocento vennero scoperte delle miniere di questo minerale prima nei Monti della Tolfa e poi a Volterra. Quest'ultima città fu sottomessa da Lorenzo il Magnifico, nel 1472, per sfruttarne le miniere, ma dopo la conquista si scoprì che l'allume era di pessima qualità.

### Vendita

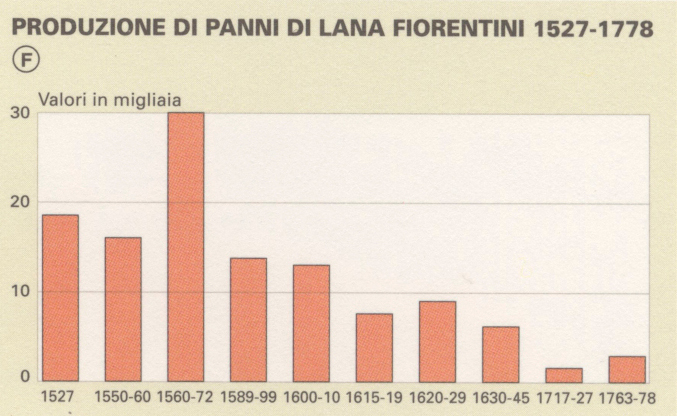
Produzione di panni di lana fiorentini dal 1527 al 1778

Le pezze erano così pronte per essere riconsegnate definitivamente al lanaiolo che poteva venderle nella sua bottega. Le pezze prodotte dall'Arte erano tutte contraddistinte dalla dicitura "di Firenze"; una sorta di marchio (simile all'odierno made in Italy), cucito come garanzia di qualità e autenticità.
Una volta all'anno si svolgeva la fiera dei pannilani, inizialmente organizzata nella piazzetta antistante l'oratorio dei Buonomini di San Martino (secondo la leggenda, la prima fiera si tenne quando san Martino era ancora cavaliere); in seguito la fiera venne spostata in piazza della Signoria e dal 1462 in piazza Santo Spirito.

## Membri celebri
Molte delle illustri famiglie fiorentine erano iscritte all'Arte della Lana, tra cui si ricordano: Acciaioli, Alberti, Albizi, Buonaccorsi, Capponi, Cellai, Corsini, Del Palagio, Pucci, Ricci e Ridolfi

## I patronati

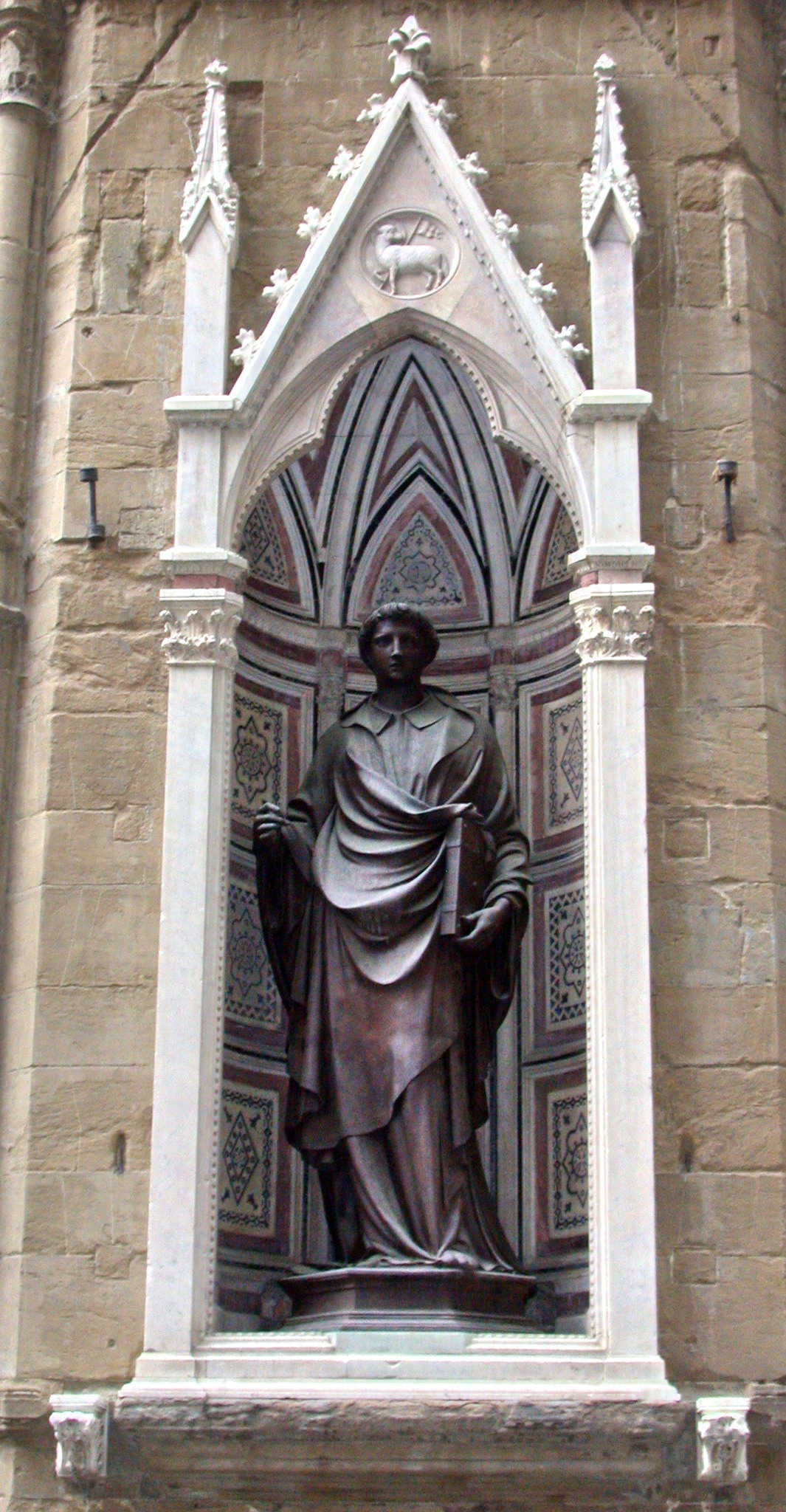
Lorenzo Ghiberti, Santo Stefano (1427-1428, replica entro nicchia originale)

L'Arte della Lana esercitò il suo patronato sull'Opera del Duomo, affidatole direttamente dalla Signoria nel 1331. 
Il santo patrono scelto dalla corporazione fu Santo Stefano. La corporazione commissionò una statua del santo a Lorenzo Ghiberti (1427-1428) per porla all'interno proprio del tabernacolo nella chiesa di Orsanmichele.